# Muir Beach
Muir Beach es un lugar designado por el censo en el condado de Marin en el estado estadounidense de California. En el año 2000 tenía una población de 295 habitantes y una densidad poblacional de 226.9 personas por km².

## Geografía
Muir Beach se encuentra ubicado en las coordenadas 37°51′44″N 122°34′53″O / 37.86222, -122.58139. Según la Oficina del Censo, la ciudad tiene un área total de 1,3 km² (0,5 mi²), de la cual 1,3 km² (0,5 mi²) es tierra y 0 km² (0 mi²) (0%) es agua.

## Demografía
Según la Oficina del Censo en 2000 los ingresos medios por hogar en la localidad eran de $125,402, y los ingresos medios por familia eran $152,174. Los hombres tenían unos ingresos medios de $65,583 frente a los $51,132 para las mujeres. Alrededor del 10.5% de la población estaban por debajo del umbral de pobreza.